# Jan Václav Špork
Jan Václav hrabě Špork (německy Johann Wenzel Graf Spork; 26. ledna 1724 Praha[zdroj?] – 25. února 1804 Praha) byl český šlechtic z rodu Šporků. Zastával významné státní úřady, byl předsedou rady nad apelacemi a nejvyšším zemským hofmistrem Českého království a ředitelem dvorské a komorní hudby u dvora Marie Terezie a v této pozici ve vídeňském dvorním divadle prosazoval uvádění Mozartových oper. Kromě toho byl sám vynikajícím hudebníkem a znalcem a podporovatelem umění.

## Život a činnost
Narodil se jako druhorozený syn hraběte Jana Josefa Šporka (1693–1749) a jeho manželky Marie Anny (1698–1738), rozené Věžníkové z Věžník. Měl staršího bratra Jana Karla (1722–1790) a starší sestru Marii Annu (1721–1750), provdanou Pachtovou z Rájova.
Po přípravných studiích v domácím prostředí jej otec vyslal na studium do Leidenu, kde získal univerzitní vzdělání v oboru práv u profesora Vitraria.
Po návratu do vlasti vstoupil do státních služeb a 18. listopadu 1745, ve věku pouhých 21 let, získal post českého apelačního rady. V roce 1757 se stal Lehensreferendar a v roce 1759 místopředsedou apelační rady a ještě v témže roce skutečným tajným radou.
Hrabě Špork byl velikým milovníkem a znalcem umění, a především pak hudby. Když byl dosavadní ředitel vídeňského dvorního divadla hrabě Durazzo pověřen úřadem vyslance v Benátkách, jednalo se o obsazení této funkce. Císařovna Marie Terezie 13. dubna 1764 povolala hraběte Šporka. Pod jeho vedením ve funkci generálního ředitele C. k. dvorního divadla a komorní hudby probíhala reforma vídeňské divadelní praxe, kterou vehementně a obětavě propagoval osvícenec, rodák z Mikulova, Joseph von Sonnenfels a některé sporné kusy byly, byť i s velkými překážkami a nikoli bez lapsů, byly konečně staženy z repertoáru. V této funkci byl hrabě Špork až do roku 1775 a poté, co jej císař Josef II. jmenoval apelačním předsedou v Haliči, zůstala tato pozice po několik dalších let neobsazená. Až v roce 1779 jej nahradil hrabě Jan Václav Ugarte.
V Haliči hrabě Špork incioval zřízení zemských desk podle vzoru starobylých zemských desk Českého království.
Po 14 letech činnosti byl v roce 1789 jmenován předsedou rady nad apelacemi a nejvyšším zemským hofmistrem v Českém království. V této dne 18. listopadu 1795 funkci oslavil 50 let výročí své služby a při té příležitosti mu císař František I. propůjčil velkokříž řádu sv. Štěpána.
Když v roce 1803 pražští hudebníci založili vdovský fond, zvolili si hraběte, coby milovníka hudby a štedrého podporovatele umělců za protektora svého spolku. Tím se automaticky opravuje někdy uváděné datum 18. ledna 1802 uváděné tu a tam jako rok úmrtí hraběte, neboť hrabě nemohl být rok po své smrti zvolen protektorem spolku.
Hrabě Jan Václav Špork zemřel v Praze dne 25. února 1804.
Jeho strýc Jan Rudolf hrabě Špork vytvořil portrét Jana Václava, který je uložen ve sbírce obrazů Strahovské knihovny (II. sv., list 103).

### Manželství a rodina
V Praze se 11. dubna 1751 oženil s Eleonorou hraběnkou z Clary-Aldringenu (1733–1803), sestrou císařského ministra spravedlnosti Leopolda z Clary-Aldringenu. Z jejich manželství se narodily tři dcery a dva synové. Mladší syn Jan Leopold (1758–1841) se stal předsedou nejvyššího soudního dvora a strážcem české koruny, jeho manželství však zůstalo bezdětné. Starší syn Jan Václav byl pokračovatelem rodu.

### Hudební aktivita
Hrabě byl velikým milovníkem a znalcem hudby a sám velice dobře hrál na violoncello. Ve svém paláci shromáždil nejlepší hudebníky své doby a pořádal vyhlášená hudební představení. Nadaným hudebníkům významně pomáhal i prostřednictvím svého vlivu, a jak uvádí Bohumír Jan Dlabač, mnoho Čechů mu vděčí za možnost kariéry ve Vídni u dvorní kapely, poté co hraběte roku 1764 císařovna Marie Terezie pověřila vedením vídeňské opery a divadla.